# Plaza Antonio Prado
La Plaza Antonio Prado (en portugués: Praça Antônio Prado), conocida anteriormente como Largo do Rosario, es un espacio público ubicado en el barrio de Sé del centro histórico de la ciudad de Sao Paulo, Brasil. Se encuentra rodeada por la rua Sao Bento, la rua João Brícola y la rua 15 de Noviembre.
La Plaza se ubica al final de la Avenida São João rodeada por los edificios Altino Arantes, Martinelli y Banco do Brasil.

## Historia

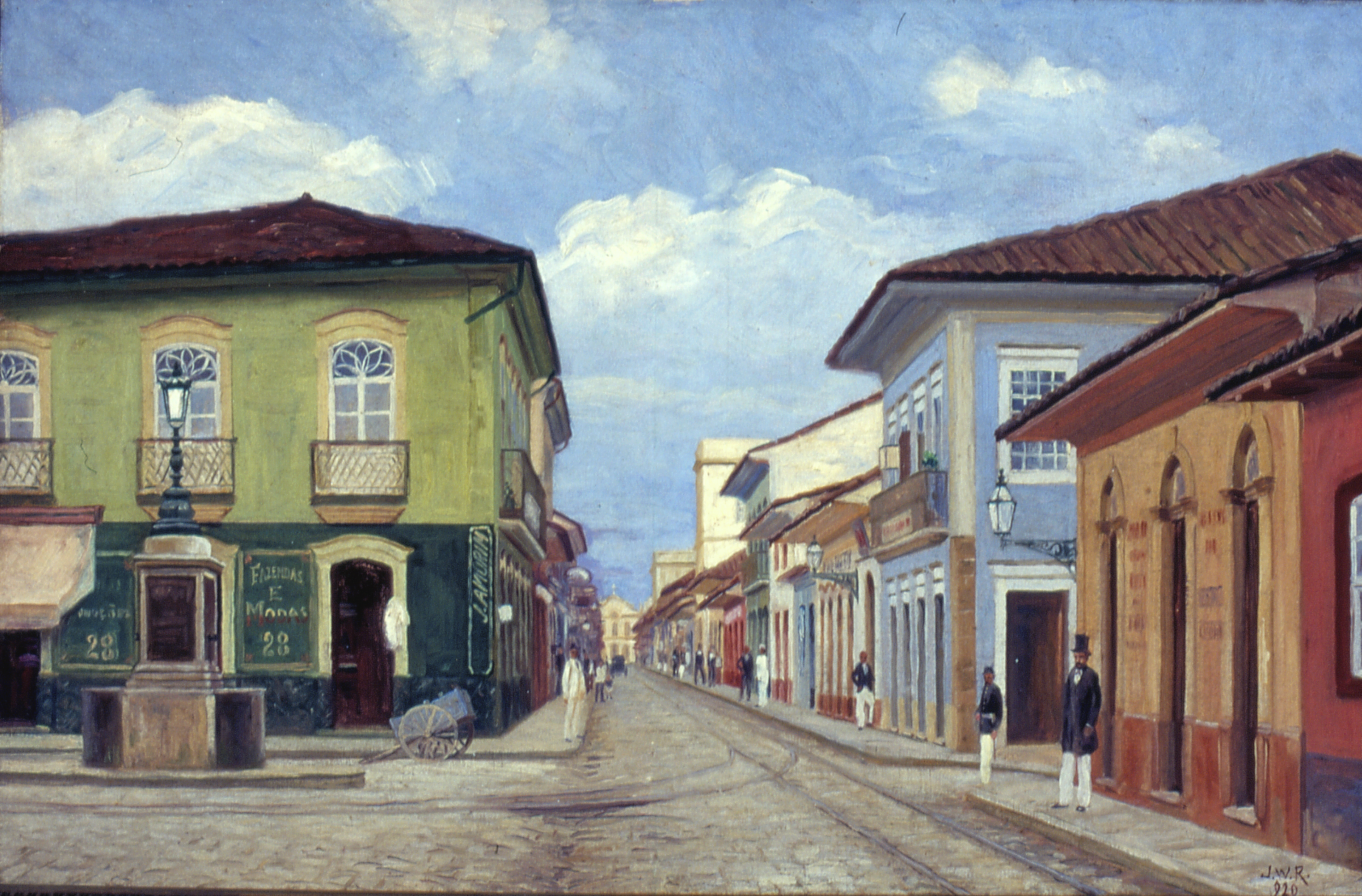
Largo do Rosário (1880), José Wasth Rodrigues, Colección del Museo Paulista de la USP.

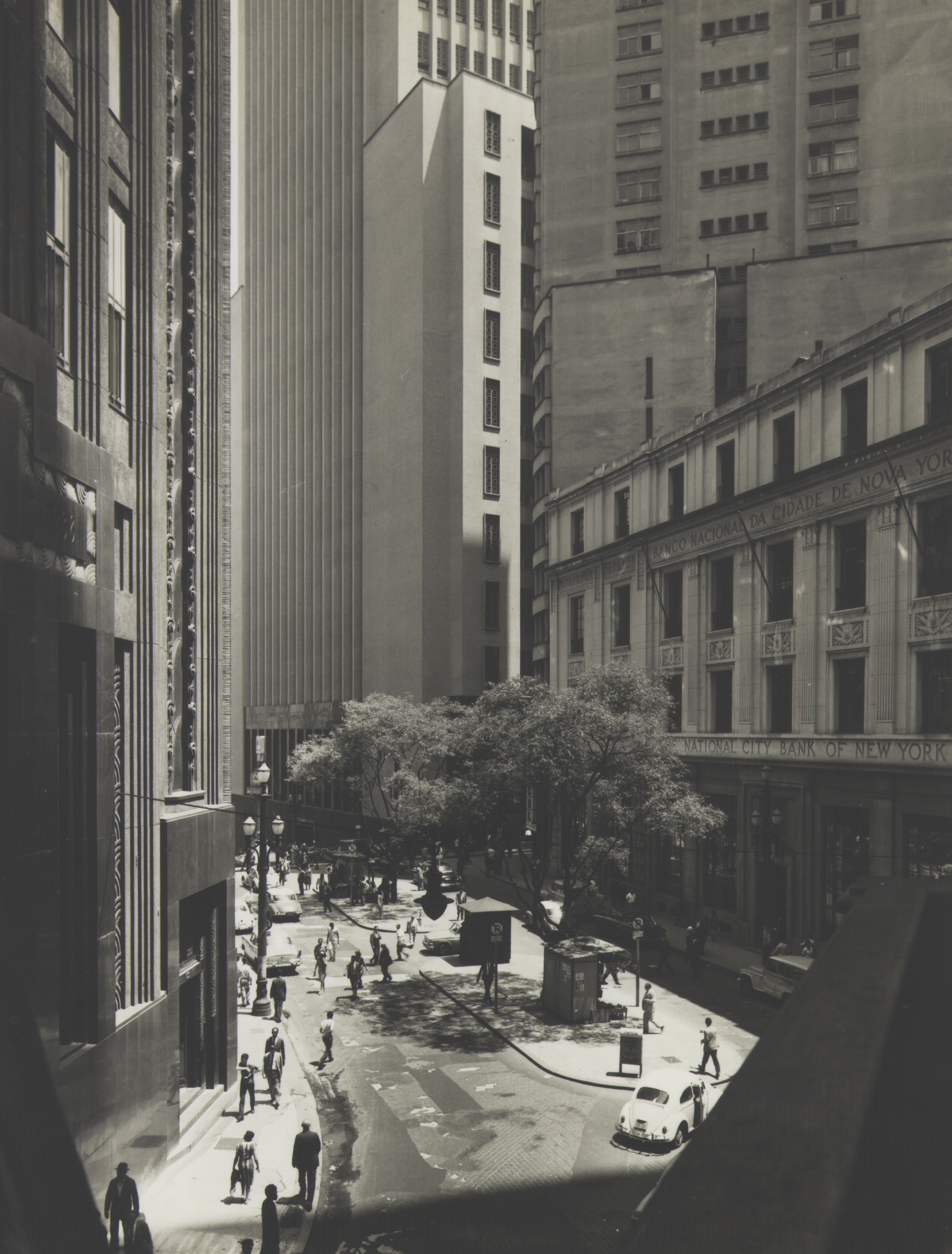
Plaza Antonio Prado.

Su nombre actual es un homenaje a Antônio da Silva Prado, o Conselheiro Antonio Prado (1840-1929), quien fue el primer alcalde de la ciudad y ocupó, además, diversos cargos públicos. Como alcalde realizó, en la primera década del siglo XX, grandes mejoras urbanas en la ciudad como la rectificación de las calles del centro de la ciudad. Antiguamente, en esta plaza se ubicaba la Iglesia del Rosario de los Hombres Negros (en portugués: Igreja do Rosário dos Homens Pretos) y, por ese motivo, a fines del 2016 se inauguró en ella el primer monumento a Zumbi dos Palmares en la capital paulista.
El ambiente de hoy aún preserva inspiraciones de las primeras décadas del siglo XX como los característicos quioscos de madera que venden periódicos y revistas o lustrado de calzado.

## Reloj público de Nichile
La Plaza Antonio Prado alberga el último reloj público de Nichile, un reloj de ocho metros de alto que fue declarado patrimonio en 1992 por su valor histórico. En total hubo seis relojes como este esparcidos por toda la ciudad de São Paulo, en lugares como el Largo do Arouche y la praça da Sé, resultado del trabajo del publicista Octávio de Nichile, que vendía los espacios para propaganda presentes en la propia estructura de los postes que sostenían los relojos, una idea innovadora en su época. El ejemplar de la Plaza Antonio Prado fue construido en 1935 y, desde la muerte de Octávio de Nichile en 1986, su manutención quedó a cargo de sus hijos.